# Památník Konstantymu Kalinowskému

Památník Konstantyna Kalinowského ve městě Svislač, Bělorusko

Památník Konstantymu Kalinowskému (bělorusky Помнік Кастусю Каліноўскаму) se nachází ve městě Svislač. Je věnován revolučnímu demokratovi a vůdci povstání v letech 1863–1864, národnímu hrdinovi Běloruska a Litvy Konstantymu Kalinowskému, který v roce 1855 promoval na Svislackém gymnáziu. Nachází se na Leninově ulici v blízkosti střední školy.
Pomník byl postaven v roce 1958 a je tak prvním a jediným pomníkem Konstantymu Kalinowskému v Bělorusku.

## Popis
Autorem pomníku je sochař Zair Azgur. Bronzová busta K. Kalinowského je vysoká 1,05 m je položena na 3m podstavci pyramidového tvaru.